# Aprilie 1998
Acest articol este generat integral pe baza informațiilor din articolul 1998 și este actualizat periodic de un robot.
 Editările făcute în articol vor fi șterse la următoarea actualizare! Dacă doriți să faceți modificări, editați articolul-sursă.

ianuarie -
februarie -
martie -
aprilie -
mai -
iunie -
iulie -
august -
septembrie -
octombrie -
noiembrie -
decembrie
Aprilie 1998 a fost a patra lună a anului și a început într-o zi de miercuri.

## Evenimente

2 aprilie: Radu Vasile este desemnat prim-ministru al României

- 2 aprilie: Radu Vasile este desemnat prim-ministru, de către președintele României, Emil Constantinescu.
- 10 aprilie: Semnarea acordului istoric privind Irlanda de Nord.
- 15 aprilie: Guvernul condus de Radu Vasile este validat de către Parlamentul României (317 voturi pentru, 124 împotrivă).
- 15 aprilie: Lansarea oficială a canalului HBO, în București.
- 16 aprilie: Afacerea „Țigareta II”. Un avion ucrainean este parcat pe Aeroportului Militar Otopeni și descarcă 3.000 de baxuri de țigări. Ancheta stabilește că avionul a intrat în bază cu acordul comandantului acesteia, colonelul Ioan Suciu și că operațiunea a fost coordonată de Gheorghe Truțulescu, adjunctul directorului SPP.[1]
- 22 aprilie-11 iunie 1999: Conflictul din Kosovo: Război etnic în Kosovo, Iugoslavia. În 17 februarie 2008, parlamentul regiunii Kosovo și-a proclamat independența față de Serbia.
- 23 aprilie: Victor Babiuc, ministrul Apărării Naționale, îl destituie din funcție pe loan Suciu, comandantul Aeroportului Militar Otopeni, ca urmare a afacerii „Țigareta II”.[1] 19 persoane (civili și militari) au fost trimise în judecată pentru contrabandă și asociere pentru săvârșirea de infracțiuni, primind pedepse între 3 și 15 ani de închisoare.[2]

## Nașteri
- 3 aprilie: Aina Otsuka, actriță japoneză
- 5 aprilie: Cristian Onțel, fotbalist român
- 6 aprilie: Peyton List, model și actriță americană
- 6 aprilie: Tiberiu Căpușă, fotbalist român
- 8 aprilie: Nicolae Carnat, fotbalist român
- 8 aprilie: Renan Lodi, fotbalist brazilian
- 9 aprilie: Elle Fanning, actriță americană de film
- 10 aprilie: Florinel Coman (Florinel Teodor Coman), fotbalist român
- 12 aprilie: Paulo Londra, cântăreț argentinian
- 17 aprilie: Andra Gogan (Alexandra Gabriela Valentina Gogan), actriță, voice-over, vlogăriță și cântăreață română
- 17 aprilie: Cristian Nicolae Tarcea, artist from Romania
- 19 aprilie: Oana Gavrilă, jucătoare de tenis română
- 26 aprilie: Emily Bölk, jucătoare germană de handbal

## Decese
- 9 aprilie: Mihail Grecu, 81 ani, pictor român din Basarabia (n. 1916)
- 13 aprilie: Bahi Ladgham, 85 ani, politician tunisian (n. 1913)
- 13 aprilie: Dumitru Furdui, actor român (n. 1936)
- 15 aprilie: Pol Pot, 72 ani, lider al kmerilor roșii, Cambodgia (n. 1925)
- 17 aprilie: Linda McCartney, 56 ani, muziciană, fotografă și activistă americană pentru drepturile animalelor, soția lui Paul McCartney (n. 1941)
- 19 aprilie: Octavio Paz, 84 ani, scriitor mexican, laureat al Premiului Nobel (1990), (n. 1914)
- 21 aprilie: Jean-François Lyotard, 73 ani, filosof francez (n. 1924)
- 23 aprilie: Konstantinos Karamanlis, 91 ani, politician grec (n. 1907)
- 23 aprilie: Gregor von Rezzori, scriitor și actor austriac-român (n. 1914)